# Quwaysinā
Quwaysinā (arabiska قويسنا) är en ort i Egypten. Den ligger i guvernementet al-Minufiyya, i den norra delen av landet, 60 km norr om huvudstaden Kairo. Quwaysinā ligger 15 meter över havet och folkmängden uppgår till cirka 55 000 invånare.

## Geografi
Terrängen runt Quwaysinā är mycket platt. Runt Quwaysinā är det mycket tätbefolkat, med 2 345 invånare per kvadratkilometer. Närmaste större samhälle är Banha, cirka 12 km söder om Quwaysinā. Trakten runt Quwaysinā består till största delen av jordbruksmark.